# Mara Schrötter-Malliczky
Mara Schrötter-Malliczky (* 26. März 1893 in Prag; † 1976 in Graz) war eine österreichisch-US-amerikanische Künstlerin.

## Leben
Ihre künstlerische Ausbildung erfuhr sie zunächst an der Landeskunstschule Graz bei ihrem späteren Schwiegervater Alfred Schrötter von Kristelli, später in Dresden. Sie stand dem Werkbund Freiland nahe.
Am 22. Dezember 1919 heiratete sie Erich von Schrötter. Das Ehepaar emigrierte in die Vereinigten Staaten, wo Schrötter-Malliczky 1931 eingebürgert wurde. Nach dem Tod ihres Gatten kehrte sie nach Österreich zurück.
Sie schuf Buchillustrationen und Bildpostkarten, zum Teil an den Jugendstil angelehnt. Obwohl zu Lebzeiten bekannt, wurde ihr Schaffen nach ihrem Tod fast vollständig vergessen.

## Werke
- (Buchschmuck für) Hans Seefeld: Das Erbe von Lindström. Ein Roman aus den nordischen Königreichen. Kienreich, Graz [1918].
- (Buchschmuck für) Julius Franz Schütz: Briefe an die Prinzessin Wu. Wiener Literarische Anstalt, Wien [1921].